# Alfred Hitz

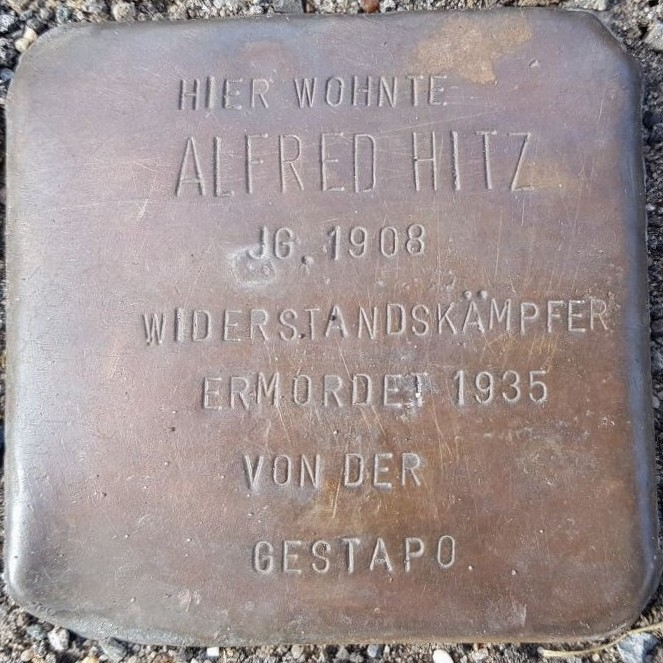
Stolperstein am ehemaligen Wohnort von Alfred Hitz, Grabenacker 122, Duisburg.

Alfred Hitz (geb. 21. Juni 1908 in Essen; gest. 4. Juli 1935 in Duisburg) war ein deutscher Bergmann, SPD Mitglied und Widerstandskämpfer gegen den Nationalsozialismus. Er wurde 1935 aufgrund seiner Beteiligung an der Widerstandsgruppe der Brotfabrik Germania von der Gestapo in Duisburg verhaftet und im Duisburger Polizeigefängnis zu Tode gefoltert.

## Leben
Alfred Hitz wurde am 21. Juni 1908 als erstes von sieben Kindern in Essen geboren. Seine Familie zog 1918 nach Rheinhausen, wo er die Volksschule besuchte und seit seinem 16. Lebensjahr als Bergmann in der Zeche Diergardt-Mevissen arbeitete. Seit 1924 war er Jugendvertrauensmann beim Verband der Bergbauindustriearbeiter Deutschlands in Rheinhausen, dann Mitglied der SPD und im Reichsbanner Schwarz-Rot-Gold.
Nach dem 30. Januar 1933 erledigte er in der Gruppe um Hermann Runge Kurierfahrten für die inzwischen verbotene SPD, die vor allem Widerstandsschriften der Exil-SPD verbreitete, insbesondere die Zeitung „Sozialistische Aktion“. Das zu dem Widerstand der Brotfabrik Germania gehörende Netzwerk, in dem Hitz aktiv war, reichte von Brüssel oder Antwerpen über den linken Niederrhein bis nach Bonn, Aachen und ins Sauerland.
Am 14. Juni 1935 heiratete Alfred Hitz die 1910 in Lendorf geborene Christine Lepper (später Christine Spanier).

### Verhaftung, Gefängnisaufenthalt und Tod
Im Zuge mehrerer Verhaftungswellen in Duisburg und Essen kam es zu Razzien in den Bergarbeitervierteln und auf den Zechen, bei denen von März bis Mai 1935 allein im Norden Duisburgs mehr als 70 kommunistische Bergleute von der Gestapo festgenommen wurden. Im Juni folgten weitere Gestapo Aktionen auf dem Gelände der Brotfabrik Germania, verschiedenen Zechenkolonien und Zechen unter anderem der Diergardt in Rheinhausen. Allein in Hamborn wurden am 4. Juni 53 Sozialdemokraten und Sozialdemokratinnen verhaftet.
Am 24. Juni 1935 wurde Alfred Hitz bei der Nachtschicht auf der Diergard-Mevissen von der Gestapo abgeholt und in das Polizeigefängnis auf der Düsseldorfer Straße in Duisburg Hamborn gebracht. Alfred Hitz wohnte bis zu seiner Verhaftung am Grabenacker 122, während seine Frau in Essen bei seiner Familie lebte. Obwohl Alfred Hitz Angehörige, zwei Schwestern und seine Frau, aufgefordert waren, nach Duisburg zum Gefängnis zu kommen, konnten sie ihn dort weder treffen noch anderweitig Kontakt zu ihm aufnehmen. Am 7. Juli erhielt Christine Hitz durch die Essener Polizei die Mitteilung, ihr Mann sei „auf der Flucht erschossen worden.“
Bei Übergabe des Leichnams zur Bestattung auf dem Friedhof Trompet lautete die offizielle Todesursache „Selbstmord durch Erhängen“. Trotz ausdrücklichen Verbots der Gestapo, entschieden sich die Angehörigen, den Sarg zu öffnen. Während der Körper keine Hinweise auf einen Tod durch Erhängen zeigte, wies der Leichnam zahlreiche Spuren extremer und brutaler Gewalteinwirkung auf. Es kann davon ausgegangen werden, dass Alfred Hitz mit massiver Gewalt zu Tode gefoltert wurde. Berichte von Mitgefangenen und Zellennachbarn bezeugen ebenfalls massive Folter.
Der Familie wurde weiterhin von der Gestapo ein Dokument ausgehändigt, das laut Aussage der Gestapo sein schriftliches Geständnis enthalten sollte. Der Text enthält einen kurzen handschriftlich von Alfred Hitz verfassten Lebenslauf. Darunter befindet sich der zynische Vermerk eines Gestapo-Beamten „Hitz begann mit vorstehendem Bericht in seiner Zelle am 4. Juli 1935 nach dem Morgenkaffee. Er hat dann vorgezogen sich zu erhängen, scheinbar, um nicht die von ihm in mündlicher Vernehmung genannten acht weiteren Beschuldigten auch schriftlich angeben zu müssen.“
Die Beerdigung von Alfred Hitz auf dem Friedhof Trompet in Rheinhausen wurde von der Gestapo überwacht, Bilder beschlagnahmt und die gewonnenen Erkenntnisse für eine weitere Verfolgung von SPD Angehörigen benutzt.
Christine Hitz brachte einen Sohn zur Welt.

## Würdigung

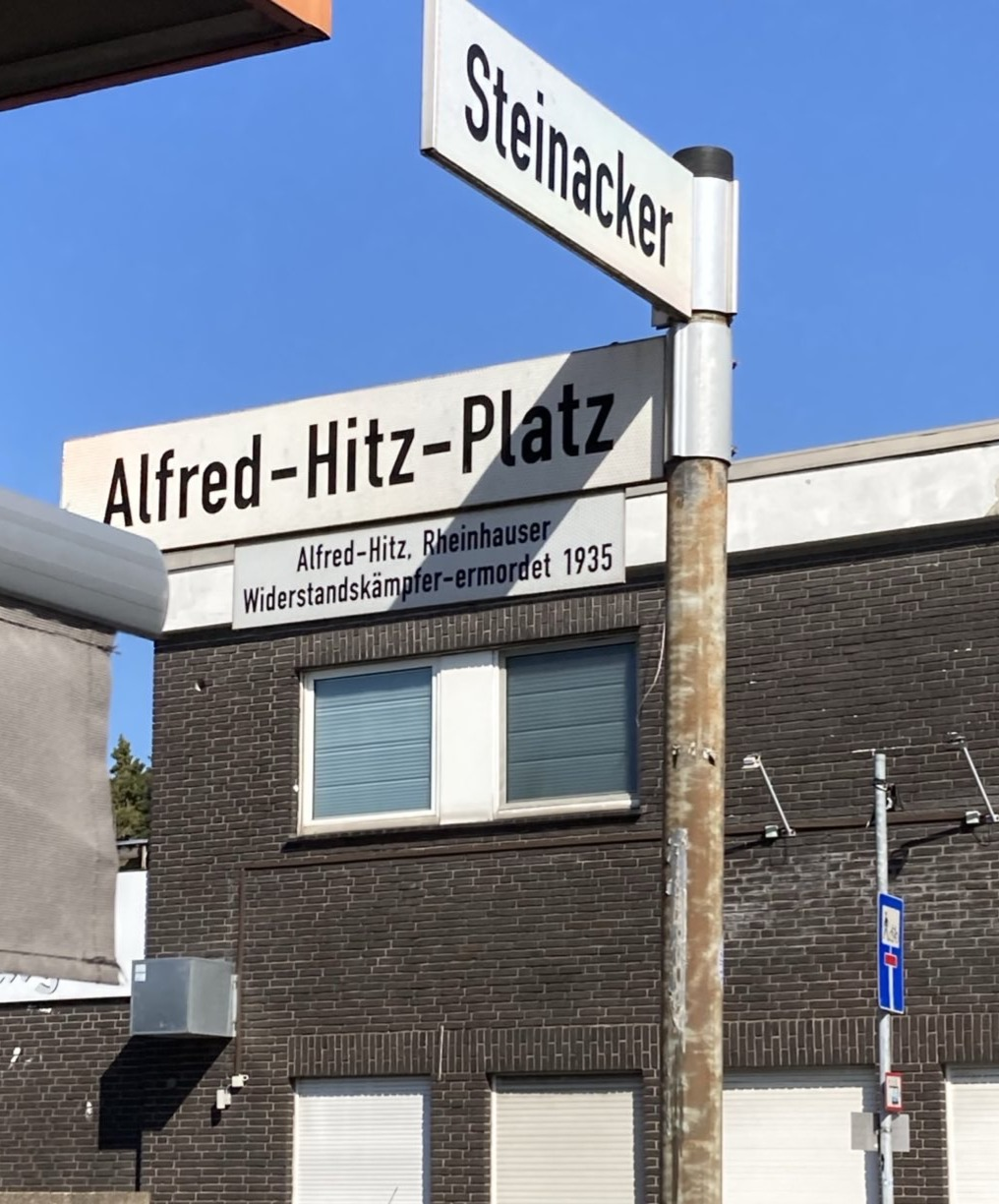
Straßenschild Alfred-Hitz-Platz – Kreuzung Steinacker, Duisburg-Bergheim

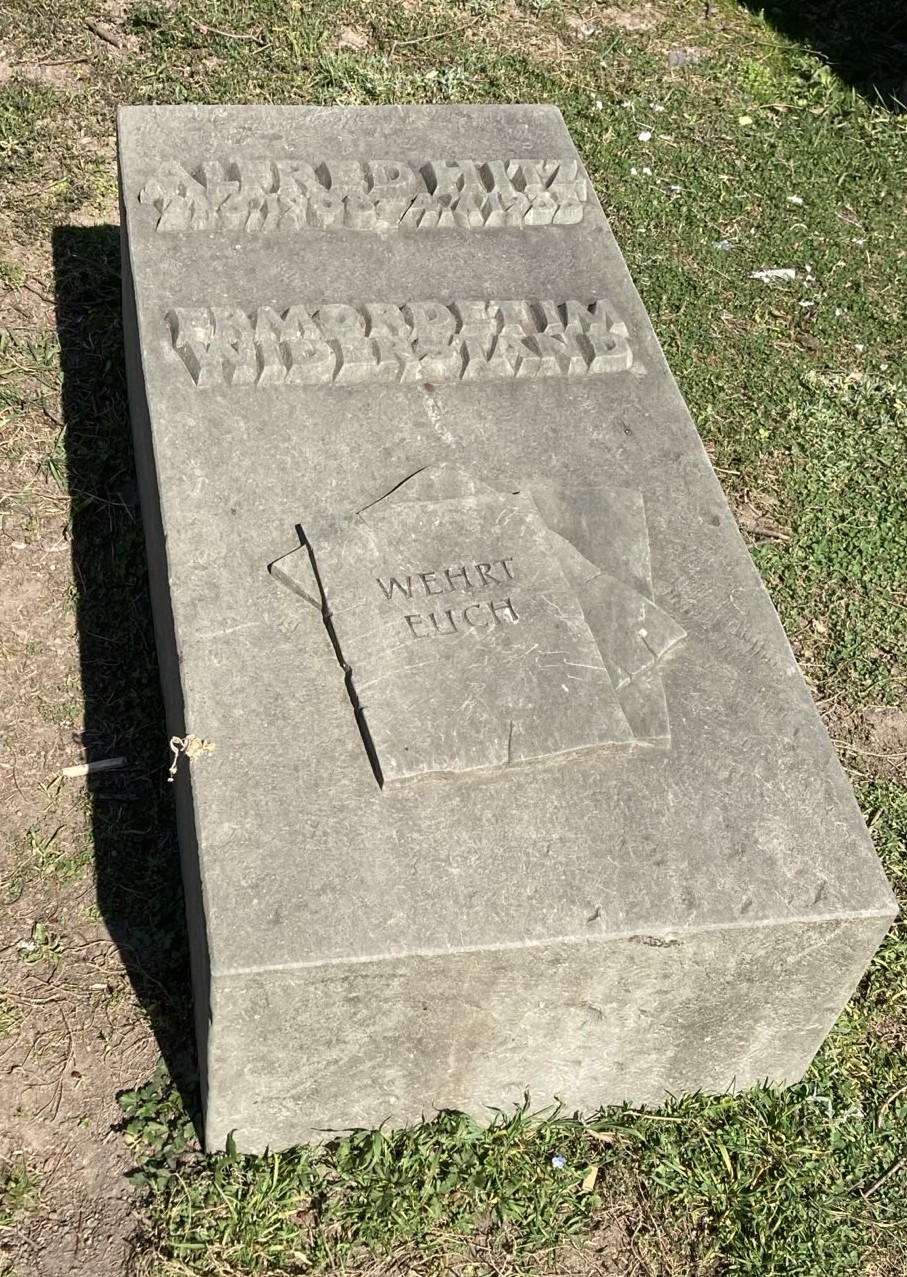
Gedenkstein für Alfred Hitz

In Duisburg Bergheim ist der Alfred-Hitz-Platz nach ihm benannt. Dort wurde auch ein Denkmal für den NS-Widerstand errichtet und 2015 nach Beschädigung neu ausgestattet. Im Jahr 2021 wurde der Gedenkstein mit Nazi-Symbolen geschändet. Die Beschädigung konnte behoben werden.
Auch nach Alfred Hitz benannt war eine Gemeinschaftshauptschule in Duisburg auf der Lange Str. 15, die 2013 geschlossen wurde. Das Gebäude ist inzwischen abgerissen, an der Stelle befindet sich heute ein Supermarkt.
Bis zu seiner Verhaftung wohnte Alfred Hitz am Grabenacker 122 in Duisburg Oestrum. An dieser Stelle ist ein Stolperstein für ihn verlegt. Ein weiterer Stolperstein befindet sich in der Vöcklinghauser Straße 15, Essen-Rüttenscheid.